# Congressforum Frankenthal

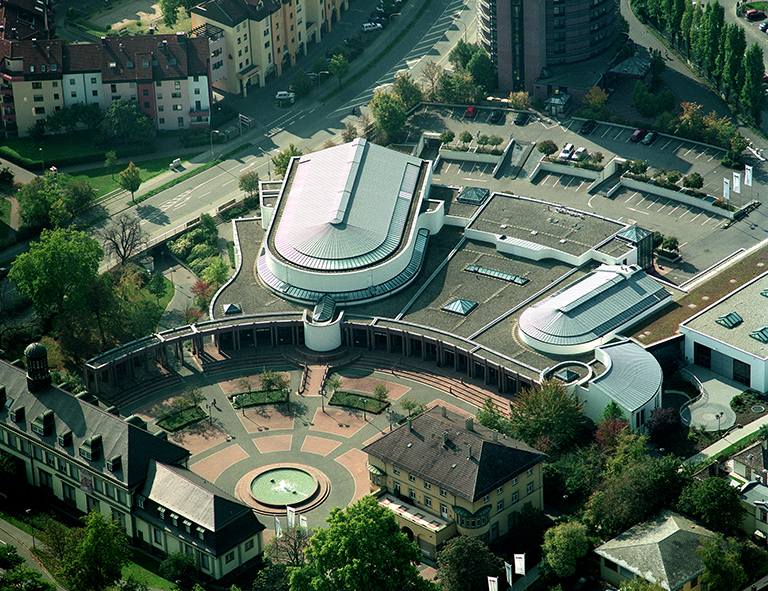
Congressforum Frankenthal (2013)

Das Congressforum Frankenthal (CFF) ist ein Veranstaltungszentrum in Frankenthal (Pfalz).
Das Congressforum wurde nach Entwürfen von Alexander von Branca auf dem Gelände der ehemaligen Zuckerfabrik Frankenthal, der ehemals größten deutschen Zuckerproduktionsstätte, erbaut und 1991 als „Stadthalle Frankenthal“ eröffnet. Das Bauwerk schließt den Stephan-Cosacchi-Platz halbkreisförmig im Süden und Westen ab. Das ehemalige Verwaltungsgebäude der Zuckerfabrik liegt im Osten, das Pförtnerhaus der Fabrik, heute „Haus der Jugend“, im Nordosten. Freitreppen und eine Kolonnade aus rotem Mainsandstein führen zu den Eingängen des Gebäudes mit zwei multifunktionalen Sälen. Die Kolonnade nimmt im Süden das Denkmal für den Zuckerfabrikanten Philipp Karcher auf. Das Congressforum wurde 2005 erweitert.
Die Fernsehsitzung der Vereinigung Badisch-Pfälzischer Karnevalvereine wird regelmäßig aus dem Congressforum übertragen.